# Střelečská hůra
Střelečská hůra är ett berg i Tjeckien. Det ligger i den centrala delen av landet, 70 km nordost om huvudstaden Prag. Toppen på Střelečská hůra är 456 meter över havet, eller 116 meter över den omgivande terrängen. Bredden vid basen är 1,9 km.
Terrängen runt Střelečská hůra är platt åt sydväst, men åt nordost är den kuperad. Runt Střelečská hůra är det tätbefolkat, med 493 invånare per kvadratkilometer. Närmaste större samhälle är Jičín, 8,0 km sydost om Střelečská hůra. Trakten runt Střelečská hůra består till största delen av jordbruksmark.